# Revolver Type 26
Pour les articles homonymes, voir Type 26.

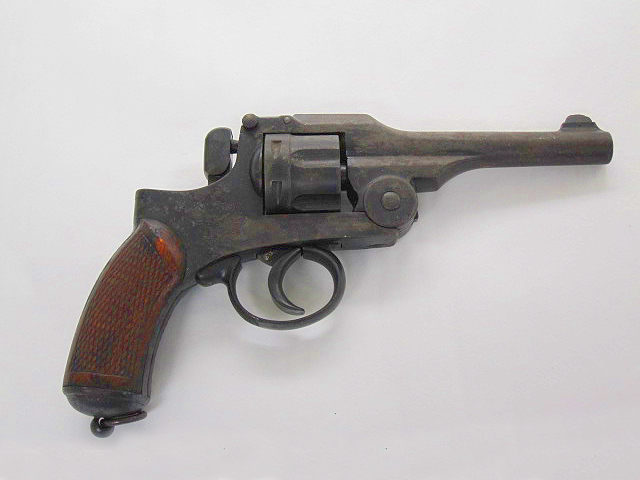
Revolver type 26

Le revolver Type 26 est une arme de poing adoptée par l’Armée impériale japonaise en 1893 (26e année de l’ère Meiji). Sa désignation militaire en japonais est 26 Nen Shiki Kenju (japonais : 二十六年式拳銃). C’était une synthèse de plusieurs armes de poing européennes et américaines.

## L’arme
C’est un revolver à brisure utilisant le système du Smith & Wesson no 3 adopté précédemment par la Marine impériale japonaise. Les pièces mécaniques sont copiées sur des armes britanniques. Il fonctionne en double action seulement. Le canon comporte six rayures à droite. Le guidon est en demi-lune, le cran de mire en V.

## Production et diffusion
Le type 26 fut produit jusqu’en 1923 totalisant 60 000 armes. Le revolver Type 26 participa comme arme de poing des sous-officiers aux guerres sino-japonaises, à la guerre russo-japonaise de 1904-1905 et à la Seconde Guerre mondiale. Des armes prises sur les Japonais armèrent la Birmanie, la Chine, la Corée du Nord, la Corée du Sud, la France, l'Indonésie, la Thaïlande, Union des républiques socialistes soviétiques et le Viêt Nam, à la suite des conflits expansionnistes du Japon. Ainsi, cette arme connut les Guerre civile chinoise, Guerre de Corée, Guerre du Vietnam, mais aussi l'Invasion soviétique de la Mandchourie et la Révolution nationale indonésienne.

## Données numériques
- Munition : 9 mm Type 26
- Canon : 12 cm
- Longueur : 22 cm
- Masse de l’arme vide : 900 g environ
- Barillet : 6 cartouches